# Chad Trujillo
Chadwick A. "Chad" Trujillo (sinh ngày 22 tháng 11 năm 1973) là một nhà thiên văn học người Mỹ, là người đã khám phá nhiều tiểu hành tinh và là đồng khám phá ra Eris, hành tinh lùn lớn nhất được biết đến trong hệ Mặt Trời.
Trujillo làm việc với phần mềm máy tính và khám phá ra quỹ đạo của các vật thể ngoài Sao Hải Vương (TNO), là khu vực ngoài hệ Mặt Trời chuyên sâu của ông. Cuối tháng 8 năm 2005, Trujillo cùng với Michael E. Brown và David L. Rabinowitz đã công bố Eris, được phát hiện từ năm 2003. Theo kết quả của việc phát hiện vệ tinh Dysnomia, Eris là vật thể TNO đầu tiên được biết đến lớn hơn cả Sao Diêm Vương.

## Sự nghiệp
Trujillo học tại Trường Trung học Oak Park và River Forest ở Oak Park, Illinois. Ông lấy bằng cử nhân vật lý của Viện Công nghệ Massachusetts vào năm 1995 và lấy bằng tiến sĩ tại Tau Epsilon Phi. Ông nghiên cứu thiên văn học tại Đại học Hawaii năm 2000. Trujillo sau đó là học giả sau tiến sĩ tại Caltech và hiện là nhà thiên văn học tại Đài quan sát Gemini ở Hawaii. Ông nghiên cứu vành đai Kuiper và bên ngoài hệ Mặt Trời.
Tiểu hành tinh 12101 Trujillo được đặt theo tên ông.

## Danh sách khám phá
| (15874) 1996 TL66[5][6][7] | 9 tháng 10 năm 1996  |
| (15875) 1996 TP66[5][6] | 11 tháng 10 năm 1996 |
| (15883) 1997 CR29[6][7] | 3 tháng 2 năm 1997   |
| (19308) 1996 TO66[5][6] | 12 tháng 10 năm 1996 |
| (20161) 1996 TR66[5][6][7] | 8 tháng 10 năm 1996  |
| (24952) 1997 QJ4[4][5][6] | 28 tháng 8 năm 1997  |
| (24978) 1998 HJ151[5][6][9] | 28 tháng 4 năm 1998  |
| (26375) 1999 DE9 [5] | 20 tháng 2 năm 1999  |
| (33001) 1997 CU29[5][6][7] | 6 tháng 2 năm 1997   |
| 50000 Quaoar [1] | 4 tháng 6 năm 2002   |
| (59358) 1999 CL158[5][6] | 11 tháng 2 năm 1999  |
| (60608) 2000 EE173 [3][5] | 3 tháng 3 năm 2000   |
| 65489 Ceto[1] | 22 tháng 3 năm 2003  |
| 66652 Borasisi[5][6] | 8 tháng 9 năm 1999   |
| 79360 Sila–Nunam [5][6][7] | 3 tháng 2 năm 1997   |
| (79969) 1999 CP133[5][6] | 11 tháng 2 năm 1999  |
| (79978) 1999 CC158[5][6][8] | 15 tháng 2 năm 1999  |
| (79983) 1999 DF9[5][6] | 20 tháng 2 năm 1999  |
| (84719) 2002 VR128 [1] | 3 tháng 11 năm 2002  |
| 90377 Sedna [1][2] | 14 tháng 11 năm 2003 |
| 90482 Orcus [1][2] | 17 tháng 2 năm 2004  |
| (91554) 1999 RZ215[5][6] | 8 tháng 9 năm 1999   |
| (118228) 1996 TQ66 [5][6][7] | 8 tháng 10 năm 1996  |
| (119951) 2002 KX14 [1] | 17 tháng 5 năm 2002  |
| (120178) 2003 OP32 [1][2] | 26 tháng 6 năm 2003  |
| (120348) 2004 TY364 [1][2] | 3 tháng 10 năm 2004  |
| (126154) 2001 YH140 [1] | 18 tháng 12 năm 2001 |
| (126155) 2001 YJ140 [1] | 20 tháng 12 năm 2001 |
| (129746) 1999 CE119[5][6] | 10 tháng 2 năm 1999  |
| (134568) 1999 RH215[5][6] | 7 tháng 9 năm 1999   |
| 136199 Eris [1][2] | 8 tháng 1 năm 2005   |
| 136472 Makemake [1][2] | 31 tháng 3 năm 2005  |
| (137294) 1999 RE215[5][6] | 7 tháng 9 năm 1999   |
| (137295) 1999 RB216[5][6] | 8 tháng 9 năm 1999   |
| (148112) 1999 RA216[5][6] | 8 tháng 9 năm 1999   |
| (168700) 2000 GE147 [6][7] | 2 tháng 4 năm 2000   |
| (175113) 2004 PF115 [1][2] | 7 tháng 8 năm 2004   |
| (181867) 1999 CV118[5][6] | 10 tháng 2 năm 1999  |
| (181868) 1999 CG119[5][6] | 11 tháng 2 năm 1999  |
| (181871) 1999 CO153[5][6] | 12 tháng 2 năm 1999  |
| (181902) 1999 RD215[5][6] | 6 tháng 9 năm 1999   |
| 208996 Achlys [1] | 13 tháng 1 năm 2003  |
| (250112) 2002 KY14 [1] | 19 tháng 5 năm 2002  |
| (307251) 2002 KW14 [1] | 15 tháng 5 năm 2002  |
| 307261 Máni [1] | 19 tháng 6 năm 2002  |
| 341520 Mors–Somnus [8] | 14 tháng 10 năm 2007 |
| (385201) 1999 RN215 [5][6] | 7 tháng 9 năm 1999   |
| 385571 Otrera [8] | 16 tháng 10 năm 2004 |
| (385695) 2005 TO74 [8] | 8 tháng 10 năm 2005  |
| (415720) 1999 RU215 [5][6] | 7 tháng 9 năm 1999   |
| (469306) 1999 CD158 [5][6] | 10 tháng 2 năm 1999  |
| (471143) 2010 EK139 [8][11][12] | 13 tháng 3 năm 2010  |
| (471165) 2010 HE79 [8][10][11] | 21 tháng 4 năm 2010  |
| (471921) 2013 FC28) [8] | 17 tháng 3 năm 2013  |
| 1 với Michael E. Brown 2 với David L. Rabinowitz 3 với N. Wyn Evans 4 với K. Berney 5 với Jane Lưu 6 với D. C. Jewitt 7 với J. Chen 8 với S. S. Sheppard 9 với D. J. Tholen 10 với R. Poleski 11 với A. Udalsky 12 với M. Kubiak |                      |

Trujillo được Trung tâm Tiểu hành tinh công nhận là đã phát hiện được hơn 50 tiểu hành tinh đã được đánh số từ năm 1996 đến năm 2007 bao gồm nhiều vật thể ngoài Sao Hải Vương (TNO) và các vật thể nằm trong vành đai Kuiper (xem bảng). Một vật thể TNO, Eris, được ông, nhóm của ông, NASA, và nhiều người khác xem là hành tinh thứ 10, nhưng Hiệp hội Thiên văn Quốc tế (IAU) chỉ định nó là một hành tinh lùn và có vị thế plutoid.
Các plutoid đã biết là:
- Quaoar, đồng khám phá với Brown
- Sedna, đồng khám phá với Brown và Rabinowitz, có thể là vật thể bên trong đám mây Oort đầu tiên được biết đến
- Orcus, đồng khám phá với Brown và Rabinowitz
- Eris, đồng khám phá với Brown và Rabinowitz – vật thể TNO duy nhất được biết đến lớn hơn Sao Diêm Vương[3]
- Haumea, khám phá được ghi nhận tại Đài quan sát Sierra Nevada, Tây Ban Nha (xem thêm José Luis Ortiz Moreno).[6]
- Makemake, đồng khám phá với Brown và Rabinowitz năm 2005, một trong 5 hành tinh lùn chính thức đầu tiên.[7]